# Bernard Mendy
Bernard Mendy (Évreux, Franciaország, 1981. augusztus 20. –) francia labdarúgó, jelenleg a Stade Brestois 29 játékosa. Hátvédként és középpályásként is bevethető.

## Pályafutása

### SM Caen
Mendy 1997-ben került az SM Caen ifiakadémiájára, ahol egy évet töltött el, mielőtt profi szerződést kapott volna. Két évig volt a csapat játékosa, ezalatt 34 meccsen játszott és két gólt szerzett.

### Paris Saint-Germain FC
2000-ben óriási vágya teljesült azzal, hogy kedvenc csapatához, a Paris Saint-Germainhez igazolhatott. Az első két szezonjában meggyőző teljesítményt nyújtott, ennek ellenére 2002-ben kölcsönadták az angol Bolton Wanderersnek. A fehér mezeseknél hamar megkedvelték a szurkolók gyorsasága és támadó felfogása miatt.
Miután visszatért a PSG-hez, alapemberré vált és szép sikereket ért el. 2008-ban döntő fontosságú gólt lőtt az RC Lens ellen a francia ligakupa fináléjában. Csapata végül 2-1-re győzött.

### Hull City AFC
Mendy egy nyilatkozatában elmondta, hogy nagyon szívesen játszana az angol Premier League-ben. Az volt az álma, hogy egyik kedvenc csapatához, a Manchester Unitedhez kerül, de 2008. június 20-án végül az újonc Hull Cityhez írt alá. Első gólját éppen a Manchester United ellen szerezte. Csapata 4-3-as vereséget szenvedett.

## Válogatott
Mendy 2004-ben, Brazília ellen debütált a francia válogatottban. Sokan úgy gondolták, hogy a 2006-os világbajnokságon is ott lehet, de végül nem kapott behívót.

## Sikerei, díjai

### Paris Saint-Germain
- Francia kupagyőztes: 2004, 2006
- Francia ligakupagyőztes: 2008

## Fordítás
- Ez a szócikk részben vagy egészben  a   Bernard Mendy című angol Wikipédia-szócikk fordításán alapul.  Az eredeti cikk szerkesztőit annak laptörténete sorolja fel. Ez a jelzés csupán a megfogalmazás eredetét és a szerzői jogokat jelzi, nem szolgál a cikkben szereplő információk forrásmegjelöléseként.